# Henri Courtine
Pour les articles homonymes, voir Courtine (homonymie).
Henri Courtine, né le 11 mai 1930 à Paris et mort le 19 février 2021 à Sceaux, est un judoka français. Champion d'Europe à deux reprises (1952 et 1958), il obtient la médaille de bronze au premier championnat du monde à Tokyo en 1956, en cette époque où les différentes catégories de poids n'existaient pas. 
Retiré de la compétition, il est (notamment), directeur technique national de 1966 à 1972. 
Il est le premier judoka français à accéder au grade de 10e dan, il est rejoint à ce grade par Jean-Luc Rougé attribué par la Fédération internationale de judo en décembre 2023.

## Biographie
Henri Courtine est l'un des pionniers du judo français. Il est entré dans l'histoire du judo le 10 décembre 2007 en devenant le premier tricolore honoré du titre de 10e dan par la FFJDA.
Né en 1930 à Paris, il rejoint Alger cinq ans plus tard, lorsque son père est nommé directeur des Galeries Barbès de cette ville. Il y pratique la natation avec plaisir. Il dira plus tard : « Je n’étais pas doué. Ma densité musculaire (qui m’a bien aidé, par la suite, au judo) ne faisait pas bon ménage avec la flottabilité… ». En 1946, sa famille retourne en métropole.
Il commence le judo à 18 ans à Paris, dans le club de Mikinosuke Kawaishi, situé au 10 bis rue du Sommerard, dans le Quartier Latin. Kawaishi est alors au Japon, d'où il revient en 1949, année où Henri Courtine obtient sa ceinture noire. D'abord sous la férule de Kawaishi, puis se perfectionnant avec Shozo Awazu, Henri Courtine est, avec Bernard Pariset, le 3 mai 1956, le premier Français à participer à un championnat du monde au cours duquel il se classe 3e. En janvier 1968, ils deviennent les deux premiers Français à être honorés du 6e dan et sont promus 7e dan le 14 septembre 1975.
Toute sa vie sera consacrée au développement du judo et à l’innovation tant sur le plan de l’organisation, de la technique que de l’éthique. Ainsi, il multipliera la tenue de stages techniques et de formation de professeurs, faisant intervenir également Kawaishi. À ce titre, il instaurera en 1972 à Beauvallon les « Colloques des hauts gradés ».
De 1966 à 1972, il est directeur technique national de la fédération française de Judo et Disciplines Associées . En 1972, la FFJDA comprend un encadrement technique autour de la direction technique fournie par le secrétariat d'État chargé des sports forte d'une quarantaine de personnes, entraîneurs nationaux, conseillers techniques régionaux ou départementaux, assistants, et  2 500 diplômés d'État, professeurs, moniteurs et animateurs pour les 270 000 licenciés. La croissance annuelle du nombre de licenciés nécessite de former plus d'enseignants.
Il devient en 1979 le directeur sportif de la fédération internationale de judo. Henri Courtine œuvre également pour la pérennité de la « Voie de la Souplesse » en multipliant les écrits ou en préfaçant nombre d’entre eux.
La reconnaissance vouée à Henri Courtine, ainsi qu'à Bernard Pariset, se prolonge puisque tous deux accèdent au 8e dan le 31 mai 1985 et sont les premiers Français à être honorés du 9e dan le 9 décembre 1994.
C'est lors de la quatrième édition du tournoi, qui s'est déroulée au mois de novembre 2003 à l'Espace loisirs de Vallauris, qu’Henri Courtine, alors 9e dan, a donné son nom au tournoi pour l'enfance handicapée qui se déroule toutes les années depuis 2000. 
Henri Courtine eut une brève carrière politique, de 2002 à 2008, durant laquelle il fut adjoint au maire de Saint-Raphaël (Var), chargé de l'urbanisme. Aux élections municipales de 2008, il a décidé de ne pas se représenter pour un nouveau mandat.
Premier Français 10e dan de judo, Henri Courtine meurt le 20 février 2021.

## Palmarès

### Championnats du monde
- Championnats du Monde 1956 à Tokyo (Japon)
  -  Médaille de bronze en Toutes catégories

### Championnats d'Europe
- Championnats d'Europe 1952 à Paris (France) 
  -  Médaille d'or
- Championnats d'Europe 1954 à Bruxelles (Belgique) 
  -  Médaille d'argent en Toutes catégories
- Championnats d'Europe 1955 à Paris (France) 
  -  Médaille d'argent des 3e dan
- Championnats d'Europe 1957 à Rotterdam (Pays-Bas) 
  -  Médaille d'argent des 4e dan
- Championnats d'Europe 1958 à Barcelone (Espagne) 
  -  Médaille d'or en +80 kg
- Championnats d'Europe 1959 à Vienne (Autriche)
  -  Médaille d'or des 4e dan
- Championnats d'Europe 1962 à Essen (Allemagne) 
  -  Médaille d'or en -80 kg (professeurs)

- Championnats d'Europe par équipes
  -  Médaille d'or 1952, 1954, 1955, 1956

### Championnats de France
- Championnats de France par équipes 1949
  -  Médaille d'or
- Championnats de France Militaire 1951
  -  Médaille d'or
- Championnats de France 1953
  -  Médaille d'argent en Toutes catégories
- Championnats de France 1954
  -  Médaille d'or en Toutes catégories
- Championnats de France 1956
  -  Médaille d'or en Toutes catégories
- Championnats de France 1958
  -  Médaille d'or en Toutes catégories
- Championnats de France 1959
  -  Médaille d'or des 4e dan

## Fonctions
- Arbitre international
- Entraîneur national de 1962 à 1964
- Directeur technique national de la FFJDA (1966-1972)
- Directeur administratif de la FFJDA
- Directeur sportif de la Fédération internationale de judo (1979-1987)
- Directeur du haut niveau au Comité national olympique et sportif français (1982-1986)
- Directeur du CREPS de Boulouris (1987-1995)

## Décorations
- Officier de la Légion d'honneur le 1er janvier 2000, chevalier le 7 octobre 1980.

## Publications
- Nage no kata, 1970 (avec Bernard Pariset)
- Le judo, PUF, coll. « Que sais-je ? », 1971 (avec Paul Bonet-Maury)
- Le judo, Denoël, coll. « Connaissance et technique », 1974 (avec Jean-Claude Bourguet)
- Le judo, PUF, coll. « Que sais-je ? », 2e édition, 1975 (avec Paul Bonet-Maury et Madeleine Ithurriague)
- Judo et jiu-jitsu, le Livre de poche, 1977
- Les arts martiaux, PUF, coll. « Que sais-je ? », 1980